# Parafia Matki Bożej Matki Kościoła i św. Stanisława Kostki w Nagorzycach
Parafia Matki Bożej Matki Kościoła i św. Stanisława Kostki w Nagorzycach – parafia rzymskokatolicka, znajdująca się w diecezji sandomierskiej, w dekanacie Kunów.